# 包心粉圓

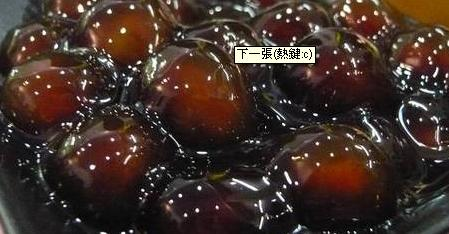

包心粉圓是台灣宜蘭的地方小吃及甜點，在花蓮亦流傳，是在粉圓中加入紅豆。

## 由來
包心粉圓創立於民國80年5月上旬，原本從事快餐生意的魏淑鳯、許瓊文夫妻，因彼此均喜歡豆花與粉圓，於是投入粉圓事業。他們認為傳統的湯圓可以包入各種不同的餡料，粉圓當然也可以。於是開始研究包有餡料的粉圓。經過多次研究、測試，經過多次失敗後終於研發出接受度高，可耐久熬及重覆烹煮的「紅豆包心粉圓」。包心粉圓，外頭跟普通粉圓沒二樣，但裡頭有的包紅豆，現在口味越來越多了，羅東包心粉圓是全台首創有"料"的粉圓始祖。